# Raúl Eduardo Vela Chiriboga
Raúl Eduardo Vela Chiriboga (1 tháng 1 năm 1934 - mất ngày 15 tháng 11 năm 2020) là một Hồng y người Ecuador của Giáo hội Công giáo Rôma. Ông từng đảm nhận vai trò Hồng y Đẳng Linh mục Nhà thờ S. Maria in Domnica. Ông từng đảm nhận vai trò Tổng giám mục đô thành Tổng giáo phận Quito trong vòng 7 năm từ năm 2003 đến khi về hưu năm 2010.
Ông từng đảm nhận nhiều vai trò khác nhau trước khi trở thành Tổng giám mục đô thành Quito, cụ thể, ông từng đảm nhiệm các chức danh: Giám mục Phụ tá Tổng giáo phận Guayaquil (1972 - 1975), Giám mục chính tòa Giáo phận Azogues (1975 - 1989), Thường vụ Công giáo Quân đội Ecuador (1989-2003). Ông được vinh thăng Hồng y ngày 20 tháng 11 năm 2010, bởi Giáo hoàng Biển Đức XVI.

## Tiểu sử
Hồng y Raúl Eduardo Vela Chiriboga sinh ngày 1 tháng 1 năm 1934 tại Riobamba, Ecuador. Sau quá trình tu học dài hạn tại các cơ sở chủng viện theo quy định của Giáo luật, ngày 28 tháng 7 năm 1957, Phó tế Levada, 23 tuổi, tiến đến việc được truyền chức linh mục. Cử hành nghi thức truyền chức cho tân linh mục là giám mục Leonidas Eduardo Proaño Villalba, Giám mục chính tòa Giáo phận Riobamba. Linh mục Chiriboga đồng thời cũng là thành viên linh mục đoàn Giáo phận Rioobamba.
Sau 15 năm thi hành các công việc mục vụ với thẩm quyền và cương vị của một linh mục, ngày 20 tháng 4 năm 1972, Tòa Thánh công bố tin Giáo hoàng đã quyết định tuyển chọn linh mục Raúl Eduardo Vela Chiriboga, 38 tuổi, gia nhập Giám mục đoàn Công giáo Hoàn vũ, với vị trí được bổ nhiệm là Giám mục Phụ tá Tổng giáo phận Guayaquil, danh nghĩa Giám mục hiệu tòa Ausafa. Lễ tấn phong cho vị giám mục tân cử được tổ chức sau đó vào ngày 21 tháng 5 cùng năm, với phần nghi thức chính yếu được cử hành cách trọng thể bởi 3 giáo sĩ cấp cao, gồm chủ phong là Hồng y Pablo Muñoz Vega, S.J., Tổng giám mục đô thành Tổng giáo phận Quito; hai vị giáo sĩ còn lại, với vai trò phụ phong, gồm có Tổng giám mục Bernardino Carlos Guillermo Honorato Echeverría Ruiz, O.F.M., Tổng giám mục đô thành Tổng giáo phận Guayaquil và Giám mục Leonidas Eduardo Proaño Villalba, giám mục chính tòa Riobamba. Tân giám mục chọn cho mình châm ngôn:CUM MARIA MATRE JESU.
Chỉ sau 3 năm tính từ lễ truyền chức giám mục, Giám mục Raúl Eduardo Vela Chiriboga được Tòa Thánh bổ nhiệm giám mục làm Giám mục chính tòa Giáo phận Azogues. Thông báo về việc bổ nhiệm này được Tòa Thánh công bố cách rộng rãi vào ngày 29 tháng 4 năm 1975. Sau 14 năm cai quản giáo phận Azogues, Tòa Thánh lại quyết định thuyên chuyển giám mục Chiriboga đến nhiệm sở mới, lần này là Giáo phận Quân đội Ecuador, với chức vụ Thường vụ Công giáo tại Quân đội Ecuador và danh nghĩa Giám mục Hiệu tòa Pauzera. Thông tin về vấn đề bổ nhiệm được phía Tòa Thánh cho công bố vào ngày 8 tháng 7 năm 1989. Ông giữ chức danh giám mục Hiệu tòa Pauzera đến ngày 7 tháng 3 năm 1998.
14 năm sau khi được thuyên chuyển thực hiện các công việc mục vụ tại quân đội, Giám mục Raúl Eduardo Vela Chiriboga được Tòa Thánh thăng Tổng giám mục, qua việc bổ nhiệm giám mục này làm Tổng giám mục đô thành Tổng giáo phận Quito. Thông báo về việc bổ nhiệm này được công bố cách rộng rãi vào ngày 21 tháng 3 năm 2003.
Tòa Thánh chấp thuận đơn xin từ nhiệm của Tổng giám mục Chiriboga vào ngày 11 tháng 9 năm 2010, vì lý do tuổi tác theo Giáo luật. Sau khi từ nhiệm, qua công nghị Hồng y năm 2010 được cử hành ngày 20 tháng 11, Giáo hoàng Biển Đức XVI vinh thăng Tổng giám mục Raúl Eduardo Vela Chiriboga tước vị danh dự, Hồng y. Tân Hồng y thuộc Đẳng Hồng y Linh mục và Nhà thờ Hiệu tòa được chỉ định là Nhà thờ Santa Maria in Via. Tân Hồng y sau đó đã cử hành các nghi thức nhận nhà thờ hiệu tòa của mình vào ngày 28 tháng 10 năm 2010.
Ông qua đời ngày 15 tháng 11 năm 2020, thọ 86 tuổi.